# Вилафранка Падована
Вилафра̀нка Падова̀на (на италиански: Villafranca Padovana) е град и община в Северна Италия, провинция Падуа, регион Венето. Разположен е на 22 m надморска височина. Населението на общината е 10 091 души (към 2014 г.).